# Alchemilla tenerrima
Alchemilla tenerrima é uma espécie de rosácea do gênero Alchemilla, pertencente à família Rosaceae.